# Plectiscidea prolixa
Plectiscidea prolixa là một loài tò vò trong họ Ichneumonidae.